# Zamarada hemimeres
Zamarada hemimeres là một loài bướm đêm trong họ Geometridae.